# ماريك يانوفسكي
ماريك يانوفسكي (بالألمانية: Marek Janowski)‏ هو موزع ألماني، ولد في 18 فبراير 1939 في وارسو في بولندا.

## وصلات خارجية
- ماريك يانوفسكي على موقع IMDb (الإنجليزية)
- ماريك يانوفسكي على موقع مونزينجر (الألمانية)
- ماريك يانوفسكي على موقع ميوزك برينز (الإنجليزية)
- ماريك يانوفسكي على موقع أول ميوزيك (الإنجليزية)
- ماريك يانوفسكي على موقع ديسكوغز (الإنجليزية)